# Du Cane Range

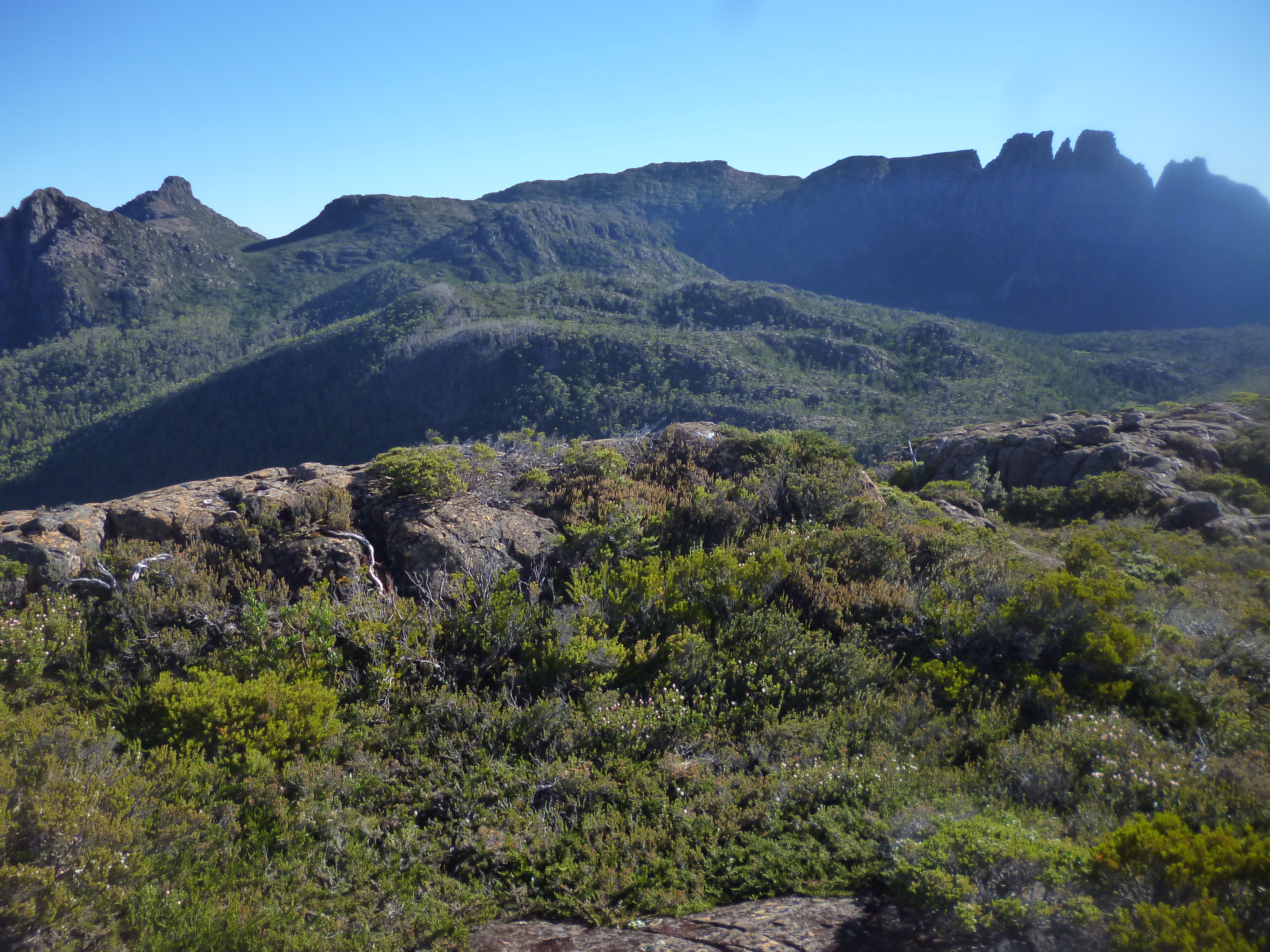
Du Cane Range

Die Du Cane Range ist ein Gebirgszug im Zentrum des australischen Bundesstaates Tasmanien und ein Teil der Great Dividing Range. Der Gebirgszug liegt am Ostrand des Cradle-Mountain-Lake-St.-Clair-Nationalparks an der Grenze zum Walls-of-Jerusalem-Nationalpark.
Die höchste Erhebung, der Mount Massif, gilt mit einer Höhe von 1514 m als siebthöchster Punkt Tasmaniens. Sie ist bei Wanderern und Bergsteigern sehr beliebt.
Die Du Cane Range wurde nach Sir Charles Du Cane benannt, der 1874–1878 Gouverneur von Tasmanien war.